# Parco nazionale Øvre Pasvik
Il parco nazionale Øvre Pasvik è un parco nazionale della Norvegia, nella contea di Finnmark. È stato istituito nel 1970 e occupa una superficie di 119 km².